# Robert Kratky

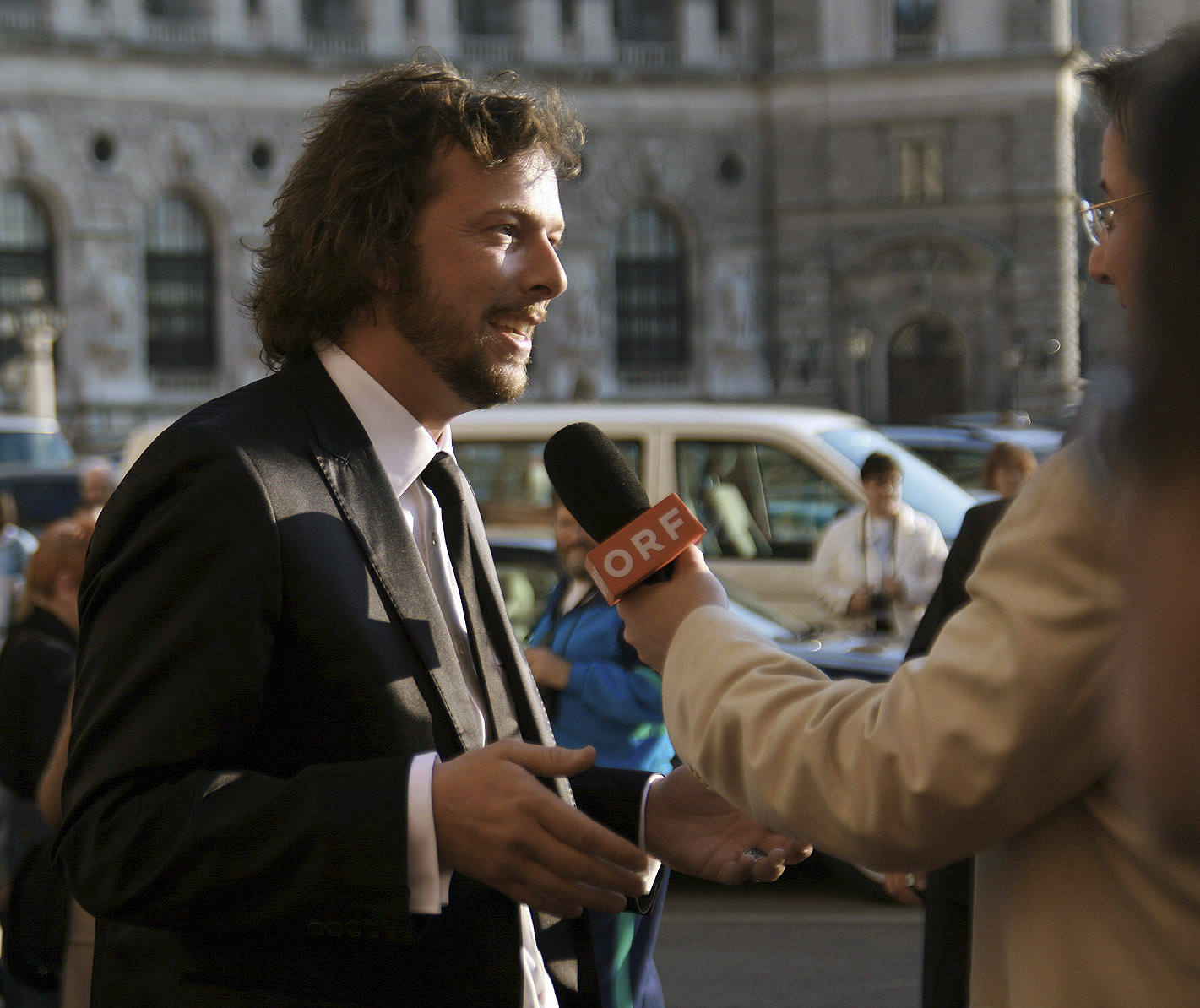
Robert Kratky im Vorfeld der Romy-Gala 2009

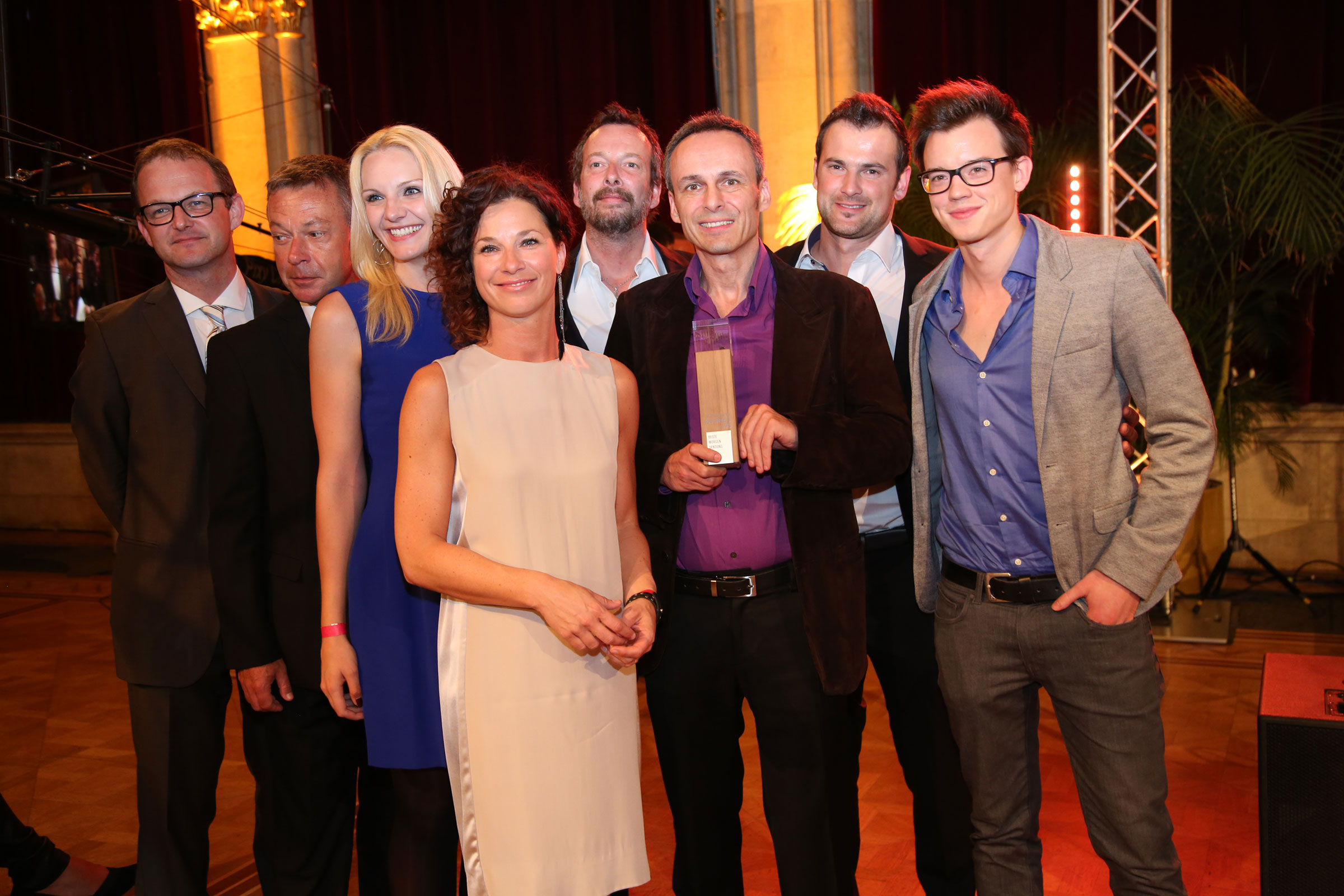
Das Ö3-Wecker-Team anlässlich der Verleihung des Österreichischen Radiopreises 2015: Ö3-Wecker als beste Morgensendung Österreichs; Bild Mitte, hinten: Robert Kratky, bester Radio-Moderator

Robert Werner Erik Kratky (* 16. Mai 1973 in Salzburg) ist ein ehemaliger österreichischer Radiomoderator.

## Werdegang

### Radio und Fernsehen
Nach Schulabbruch begann der Gewinner des Salzburger Landesredewettbewerbs bei Radio Salzburg. Nach ersten Moderationen beim Ö3-Jugendmagazin ZickZack war er vom ORF-Hörfunksender Ö3 entdeckt und moderiert seither den Ö3-Wecker, erst als Vertretung von Hary Raithofer, nach dessen Abgang übernahm er die Hauptmoderation. Vor seiner Berufung zum Hauptmoderator des Ö3-Wecker war Kratky seit 1991 als Chefautor, Producer, Reporter, Produzent und Gestalter tätig und kreierte Comedies wie etwa den „Vignettenman“, den „Mikromann“ oder „Oma Raithofer & Opa Kratky“, die mehrere Jahre mit großem Publikumserfolg auf Sendung waren und es teilweise zu Kultstatus brachten.
Im ORF-Fernsehen moderierte er das adaptierte BBC-Fernsehformat Österreichs schlechtester Autofahrer sowie für die österreichischen Beiträge des Songcontest 2011 die Finalshow Düsseldorf wir kommen! und des Songcontests 2012 die Vorentscheidung. Von Oktober bis Dezember 2011 moderierte Kratky zehn Ausgaben seines Freitag abends wöchentlich auf ORF eins ausgestrahlten Personality-Talkformates Kratky. Am 22. November 2013 moderierte er die offizielle Jahresrückblicksshow 2013 Backstage und im Dezember 2014 den ORF-Jahresrückblick, beide auf ORF eins.
Neben seiner Tätigkeit für den ORF war und ist Kratky Testimonial für diverse Unternehmen und deren Marken. Mit seiner Ö3-Kollegin Daniela Zeller verfasste er 2007 das Buch Die ganze Wahrheit (…), das mehrere Wochen die Sachbuch-Bestsellerliste anführte.
Kratky war laut diversen Umfragen von TV-Media, Seitenblicke Magazin, Heute und andere, der populärste Radiomoderator Österreichs. 2015 gewann er den Österreichischen Radiopreis als bester Moderator.
Seit Herbst 2017 ist Kratky zudem Hauptdarsteller der vom Österreichischen Bundesheer produzierten Kurzvideoserie Tagwache mit Kratky.
Im Mai 2023 gab er bekannt, dass er seinen Vertrag mit Ö3 nicht verlängern werde, sondern nach Ablauf des Vertrages Ende 2026 den ORF verlassen werde.
2024 wurde bekannt, dass Kratky 2023 mit einer Jahresgage von 443.000 Euro der bestbezahlte ORF-Mitarbeiter war. 2024 war er mit knapp 472.000 Euro Jahresgehalt erneut der bestbezahlte Mitarbeiter beim ORF.
Im August 2025 erklärte Kratky seine Arbeit beim ORF vorzeitig als beendet und nannte gesundheitliche Gründe für diese Entscheidung. Zwei Wochen zuvor, am 1. August 2025, moderierte er seine letzte Ö3-Wecker-Sendung. Beim vorzeitigen Rückzug sollen auch die negativen öffentlichen Reaktionen in den letzten zwei Jahren auf Kratkys Gehalt eine Rolle gespielt haben.

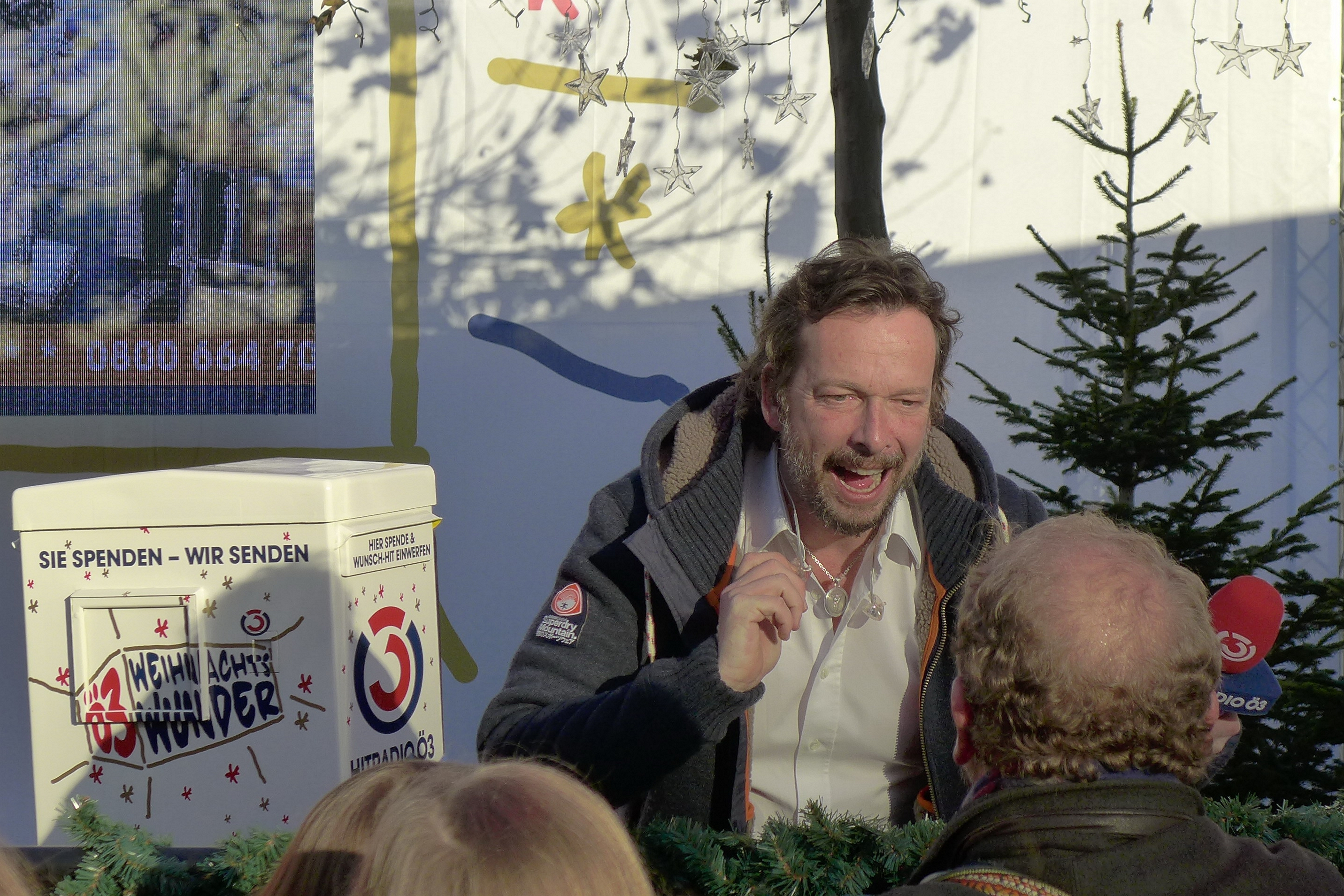
Robert Kratky bei der Spendenaktion Ö3-Weihnachtswunder am Grazer Mariahilferplatz (Dezember 2015)

Von 19. bis 24. Dezember 2014 gestaltete Kratky gemeinsam mit Gabi Hiller und Andi Knoll erstmals die insgesamt 5 Tage bzw. 120 Stunden nonstop durchgehende Moderation der Liveübertragung des Ö3-Weihnachtswunders aus einem Ö3-Wunschhütte genannten, gläsernen Container am Salzburger Kapitelplatz, zugunsten von Licht ins Dunkel. Gemeinsam mit Gabi Hiller und Andi Knoll moderierte er bis 2023 zehn Jahre in Folge das Ö3-Weihnachtswunder.

## Auszeichnungen
Am 22. Februar 2021 erhielt er von der Bundesministerin für Landesverteidigung Klaudia Tanner die Militär-Anerkennungsmedaille für seine Leistungen um die Öffentlichkeitsarbeit, insbesondere für die Entstehung von Videos.

## Privates
Robert Kratky wuchs in Salzburg-Riedenburg auf und lebt heute in Stein an der Donau. Er hat eine Schwester Inge sowie einen Bruder Thomas.

## Werke
- mit Daniela Zeller: Die ganze Wahrheit über… Treue, Zeit, Sex, Schuhe, Frauen über 30, Geld & Karriere, Idealgewicht und: den Sinn des Lebens. Ecowin Verlag, Wien 2007, ISBN 978-3-902404-43-5.